# Sui generis
Sui generis (су́і ґе́нерис; букв. своєрідний, єдиний у своєму роді) — латинський вираз, що означає унікальність правової конструкції (акта, закону, статусу і т. д.), яка, попри наявність схожості з іншими подібними конструкціями, в цілому не має прецедентів. Унікальність будь-якого з випадків «sui generis» часто стає предметом тривалих суперечок.

## Приклади
- США і низка країн НАТО наполягають на тому, що надання незалежності Косово стало результатом унікального збігу обставин (sui generis), тому воно не є прецедентом відносно ситуації в Південній Осетії, Абхазії і ПМР.[2] Думку про унікальність ситуації в Косово не поділяють РФ, Сербія, Іспанія, КНР та інші країни.
- Унікальний правовий статус (sui generis) у складі Франції має Нова Каледонія. Інші колишні колонії Франції вважаються заморськими департаментами, заморськими спільнотами чи просто заморськими територіями. Новій Каледонії ж надано право провести референдум з питання незалежності між 2014 і 2018, який мав би вирішити її подальшу долю. 2018, 2020 і 2021 року громадяни Нової Каледонії тричі на референдумі голосували за незалежність від Франції. Відповідно 56,7 %, 53,3 % і 96,5 % учасників сказали «ні», тим самим проголосувавши за збереження своєї країни в складі Франції. Прибічники незалежності бойкотували третій референдум, в результаті явка виборців становила лише 43,9 %.
- Унікальний правовий статус (sui generis) папського Святого Престолу у міжнародному правовому полі.
- Унікальний правовий статус Ордену госпітальєрів у міжнародному правовому полі.
- Як sui generis визначено в Законі України "Про авторське право і суміжні права" питання щодо авторства об'єктів, створених за допомогою комп'ютерних програм (це стосується і матеріалів, створених за допомогою штучного інтелекту) - стаття 33 "Право особливого роду на неоригінальні об’єкти, згенеровані комп’ютерною програмою".